# Junioren-Badmintonsüdamerikameisterschaft 2022
Die Junioren-Badmintonsüdamerikameisterschaft 2022 fand vom 11. bis zum 17. Dezember 2022 in Lima in Peru statt.

## Sieger und Platzierte U11
| Veranstaltung | Gold                                                          | Silber                                                 | Bronze                                             |
| ------------- | ------------------------------------------------------------- | ------------------------------------------------------ | -------------------------------------------------- |
| Herreneinzel  | Mathias Anguiano Carias                                       | Salvador De Albertis Sanchez                           | Adriano Rodrigues Da Silva Costa                   |
| Herreneinzel  | Mathias Anguiano Carias                                       | Salvador De Albertis Sanchez                           | Gustavo Schiavetto Bertanha                        |
| Dameneinzel   | Kamilly Victoria Silva Rocha                                  | Antonia Bragagnini Rey                                 | Priya Lescano Konda                                |
| Dameneinzel   | Kamilly Victoria Silva Rocha                                  | Antonia Bragagnini Rey                                 | Anna Julia Alves Gabrich                           |
| Herrendoppel  | Adriano Rodrigues Da Silva Costa Davi Assumpção Haigert       | Julian Saldaña Heraud Stefano Rayme Cardenas           | Gustavo Schiavetto Bertanha Matheus Garcia Missola |
| Herrendoppel  | Adriano Rodrigues Da Silva Costa Davi Assumpção Haigert       | Julian Saldaña Heraud Stefano Rayme Cardenas           | Aritz Aizpurua Palma Salvador Morales Sarabia      |
| Damendoppel   | Ester Santos Roza Kamilly Victoria Silva Rocha                | Adylla Stefany Pereira Coelho Anna Julia Alves Gabrich | Alba Monzon Castillo Micaela Campos Ormeño         |
| Damendoppel   | Ester Santos Roza Kamilly Victoria Silva Rocha                | Adylla Stefany Pereira Coelho Anna Julia Alves Gabrich | Arellys Franco Sara Wen                            |
| Mixed         | Adriano Rodrigues Da Silva Costa Kamilly Victoria Silva Rocha | Fabian Díaz Adylla Stefany Pereira Coelho              | Matheus Garcia Missola Anna Julia Alves Gabrich    |
| Mixed         | Adriano Rodrigues Da Silva Costa Kamilly Victoria Silva Rocha | Fabian Díaz Adylla Stefany Pereira Coelho              | Gustavo Schiavetto Bertanha Elisa Del Passo Fraga  |

## Sieger und Platzierte U13
| Veranstaltung | Gold                                                   | Silber                                                    | Bronze                                           |
| ------------- | ------------------------------------------------------ | --------------------------------------------------------- | ------------------------------------------------ |
| Herreneinzel  | Lucas Pinto Andres                                     | Diego Toledo Gozalo                                       | Lorenzo Valdivieso Negri                         |
| Herreneinzel  | Lucas Pinto Andres                                     | Diego Toledo Gozalo                                       | Leonardo Bellete Parreira                        |
| Dameneinzel   | Ariana Munar Solimano                                  | Aitana Chueca Sanchez                                     | Valentina Carrillo Valdeavellano                 |
| Dameneinzel   | Ariana Munar Solimano                                  | Aitana Chueca Sanchez                                     | Julia Da Silva Gomes                             |
| Herrendoppel  | Bernardo Augusto Camargo De Oliveira Leonardo Costa    | Diego Toledo Gozalo Lorenzo Valdivieso Negri              | Davi Del Passo Fraga Leonardo Bellete Parreira   |
| Herrendoppel  | Bernardo Augusto Camargo De Oliveira Leonardo Costa    | Diego Toledo Gozalo Lorenzo Valdivieso Negri              | Jair Valdez Rojas Thiago Salazar Alarcon         |
| Damendoppel   | Ariana Munar Solimano Valentina Carrillo Valdeavellano | Aitana Chueca Sanchez Domenica Chueca Sanchez             | Emauelly De Fontes Oliveira Julia Da Silva Gomes |
| Damendoppel   | Ariana Munar Solimano Valentina Carrillo Valdeavellano | Aitana Chueca Sanchez Domenica Chueca Sanchez             | Daniela Zamorano Emilie Zamorano                 |
| Mixed         | Diego Toledo Gozalo Aitana Chueca Sanchez              | Lorenzo Valdivieso Negri Valentina Carrillo Valdeavellano | Lucas Pinto Andres Emily Benevides Nascimento    |
| Mixed         | Diego Toledo Gozalo Aitana Chueca Sanchez              | Lorenzo Valdivieso Negri Valentina Carrillo Valdeavellano | Leonardo Bellete Parreira Julia Da Silva Gomes   |

## Sieger und Platzierte U15
| Veranstaltung | Gold                                                  | Silber                                                 | Bronze                                                                    |
| ------------- | ----------------------------------------------------- | ------------------------------------------------------ | ------------------------------------------------------------------------- |
| Herreneinzel  | Guillermo Buendia Maldonado                           | Hiarley Santana Branco                                 | Umesh Lescano Konda                                                       |
| Herreneinzel  | Guillermo Buendia Maldonado                           | Hiarley Santana Branco                                 | Guilherme Caio Silva De Souza                                             |
| Dameneinzel   | Luciana Barboza Lescano                               | Sofia Junco Vasquez                                    | Yasmin Kethllen De Abreu Do Nascimento                                    |
| Dameneinzel   | Luciana Barboza Lescano                               | Sofia Junco Vasquez                                    | Analia Yi Ordoñez                                                         |
| Herrendoppel  | Guillermo Buendia Maldonado Umesh Lescano Konda       | Emanuel Henrique De Souza Silva Hiarley Santana Branco | Eduardo Pedro Barros Nunes Ferreira Pedro Henrique De Oliveira Dos Santos |
| Herrendoppel  | Guillermo Buendia Maldonado Umesh Lescano Konda       | Emanuel Henrique De Souza Silva Hiarley Santana Branco | Judson Chilan Maximo Rettig                                               |
| Damendoppel   | Maria Eduarda Mazza De Oliveira Maria Fernanda Santos | Estefania Canchanya Caycho Joely Chuquimaqui Curo      | Talli Chomchey Rivera Vania Moromisato Kina                               |
| Damendoppel   | Maria Eduarda Mazza De Oliveira Maria Fernanda Santos | Estefania Canchanya Caycho Joely Chuquimaqui Curo      | Rafaela Silva La Rosa Shary Andrade Yanque                                |
| Mixed         | Kauã Laurentino De Souza Maria Fernanda Santos        | Marcelo Novoa Aservi Shary Andrade Yanque              | Joaquim Mendonça Ribeiro Taveira Leticia Pinto Andres                     |
| Mixed         | Kauã Laurentino De Souza Maria Fernanda Santos        | Marcelo Novoa Aservi Shary Andrade Yanque              | Fabrizio Valdivieso Negri Rafaela Silva La Rosa                           |

## Sieger und Platzierte U17
| Veranstaltung | Gold                                                  | Silber                                             | Bronze                                                  |
| ------------- | ----------------------------------------------------- | -------------------------------------------------- | ------------------------------------------------------- |
| Herreneinzel  | Jose Rendon Chirinos                                  | Joaquim Mendonça Ribeiro Taveira                   | Marcelo Novoa Aservi                                    |
| Herreneinzel  | Jose Rendon Chirinos                                  | Joaquim Mendonça Ribeiro Taveira                   | Kauã Laurentino De Souza                                |
| Dameneinzel   | Talli Chomchey Rivera                                 | Rafaela Silva La Rosa                              | Joely Chuquimaqui Curo                                  |
| Dameneinzel   | Talli Chomchey Rivera                                 | Rafaela Silva La Rosa                              | Rafaela Castañeda Quintanilla                           |
| Herrendoppel  | Ian Moromisato Namisato Marcelo Novoa Aservi          | Bruno Gato Alonso Joaquim Mendonça Ribeiro Taveira | Eduardo Dante Pierini Mateus Misturini Rei De Jesus     |
| Herrendoppel  | Ian Moromisato Namisato Marcelo Novoa Aservi          | Bruno Gato Alonso Joaquim Mendonça Ribeiro Taveira | Kauã Laurentino De Souza Marcos Manoel Da Silva Freitas |
| Damendoppel   | Maria Eduarda Mazza De Oliveira Maria Fernanda Santos | Estefania Canchanya Caycho Joely Chuquimaqui Curo  | Talli Chomchey Rivera Vania Moromisato Kina             |
| Damendoppel   | Maria Eduarda Mazza De Oliveira Maria Fernanda Santos | Estefania Canchanya Caycho Joely Chuquimaqui Curo  | Rafaela Silva La Rosa Shary Andrade Yanque              |
| Mixed         | Kauã Laurentino De Souza Maria Fernanda Santos        | Marcelo Novoa Aservi Shary Andrade Yanque          | Joaquim Mendonça Ribeiro Taveira Leticia Pinto Andres   |
| Mixed         | Kauã Laurentino De Souza Maria Fernanda Santos        | Marcelo Novoa Aservi Shary Andrade Yanque          | Fabrizio Valdivieso Negri Rafaela Silva La Rosa         |

## Sieger und Platzierte U19
| Veranstaltung | Gold                                           | Silber                                                   | Bronze                                              |
| ------------- | ---------------------------------------------- | -------------------------------------------------------- | --------------------------------------------------- |
| Herreneinzel  | Adriano Viale Aguirre                          | Henry Huebla                                             | Jean Claudio França Amaral                          |
| Herreneinzel  | Adriano Viale Aguirre                          | Henry Huebla                                             | João Mendonça Ribeiro Tavares                       |
| Dameneinzel   | Fernanda Munar Solimano                        | Rafaela Munar Solimano                                   | Natalya Treitinger Geisler                          |
| Dameneinzel   | Fernanda Munar Solimano                        | Rafaela Munar Solimano                                   | Ana Julia Naomi De Holanda Ywata                    |
| Herrendoppel  | Adriano Viale Aguirre Sharum Durand Cardenas   | Diego Rodrigues Dos Santos Renan Rosa De Melo            | Adryel Hian De Mattos Vitor Dai                     |
| Herrendoppel  | Adriano Viale Aguirre Sharum Durand Cardenas   | Diego Rodrigues Dos Santos Renan Rosa De Melo            | Gabriel Resler Casara João Mendonça Ribeiro Tavares |
| Damendoppel   | Fernanda Munar Solimano Rafaela Munar Solimano | Ana Julia Naomi De Holanda Ywata Natalia Bortolini Stein | Aline Yumi Miyabara Sofia Gato Alonso               |
| Damendoppel   | Fernanda Munar Solimano Rafaela Munar Solimano | Ana Julia Naomi De Holanda Ywata Natalia Bortolini Stein | Rosa Quilodran Valentina Vasquez                    |
| Mixed         | Adriano Viale Aguirre Rafaela Munar Solimano   | Sharum Durand Cardenas Namie Miyahira Tsukazan           | Renan Rosa De Melo Maria Eduarda Mazza De Oliveira  |
| Mixed         | Adriano Viale Aguirre Rafaela Munar Solimano   | Sharum Durand Cardenas Namie Miyahira Tsukazan           | Pedro Henrique Silva Inacio Barbara Alves Saito     |